# Martin Mystik
Martin Mystik (engelska: Martin Mystery, franska: Martin Mystère) är en fransk-kanadensisk animerad TV-serie baserad på den italienska serietidningen Martin Mystère av Alfredo Castelli. Serien producerades av Marathon Animation och Image Entertainment Corporation, och använder sig av en viss form av konststil (likt japansk anime), precis som dess systerproduktion Totally Spies. Serien sändes på TV i Frankrike och Kanada mellan åren 2003 och 2006, detta med både franskt och engelskt tal. Serien sändes även i Sverige med svenskt tal på TV-kanalerna Jetix, SVT1 och Barnkanalen (numera SVT Barn), men finns dock i nuläget inte att se någonstans med detta tal.

## Handling
Serien följer tonåringen Martin Mystik, hans styvsyster Diana Lombard, och deras vän Java, som är en grottmänniska. De arbetar för "The Center" (på svenska kallat "Centrat"), en hemlig organisation som undersöker övernaturliga och paranormala fenomen. Martin är excentrisk, modig och lite slarvig, medan Diana är mer ordningsam och skeptisk – vilket ofta leder till roliga konflikter mellan dem. Serien blandar ofta humor med mysterier och action.

## Röster (engelskspråkiga versionen, i urval)
| Sam Vincent         | – Martin Mystik/Mystery                 |
| Kelly Sheridan      | – Diana Lombard                         |
| Teryl Rothery       | – M.O.R./M.O.M.                         |
| Dale Wilson         | – Grottmannen Java                      |
| Tabitha St. Germain | – Jenni Anderson                        |
| Matt Hill           | – Marvin                                |
| Michael Donovan     | – Gerard Mystik/Mystery (Martins pappa) |